# Ernesto Cesaro
Ernesto Cesàro (Napoli, 12 marzo 1859 – Torre Annunziata, 12 settembre 1906) è stato un matematico italiano, noto per i suoi contributi alla geometria differenziale e alla teoria della somma delle serie infinite.

## Biografia
Ebbe una carriera scolastica caratterizzata da un peregrinare per varie università d'Europa la cui tappa più importante fu nella città di Liegi, dove si trovava il fratello maggiore Giuseppe, che insegnava mineralogia nella locale università. Non raggiunse mai la laurea ma, da studioso indipendente, collezionò numerose pubblicazioni che gli permisero di accedere comunque a concorsi a scuole secondarie e università. Nel 1886 ottenne per concorso una cattedra al Liceo ginnasio Terenzio Mamiani di Roma, ma non assunse il servizio preferendo optare per la cattedra di algebra superiore vinta poco dopo all'università di Palermo, senza essere neppure laureato (avrebbe ricevuto la laurea ad honorem in matematica solo l'anno successivo dall'Università di Roma). Cesàro assunse la cattedra il 1º novembre 1886, andando a ricoprire il posto lasciato da Alfredo Capelli, trasferitosi a Napoli. A Palermo rimase per cinque anni, ricoprendovi anche l'incarico di insegnamento di fisica matematica. Nel 1891 si spostò all'Università di Napoli. Il 19 agosto 1906 fu trasferito all'università di Bologna dove avrebbe dovuto insegnare meccanica razionale, ma a Bologna non sarebbe mai giunto: poche settimane dopo la nomina, intervenne la morte, avvenuta a Torre Annunziata per annegamento mentre, senza successo, cercava di salvare dalla stessa sorte il minore dei suoi otto figli, Manlio, di diciassette anni.

## Opere
I contributi principali di Cesàro sono nel campo della geometria differenziale. Lezioni di geometria intrinseca, del 1896, propone tra l'altro la costruzione di una curva frattale; in seguito Cesàro studiò anche la "curva a fiocco di neve" di Helge von Koch, un esempio di funzione continua in tutti i suoi punti ma non differenziabile in alcuno di essi.
Tra le sue altre opere si ricordano Introduzione alla teoria matematica della elasticità (1894), Corso di Analisi Algebrica con introduzione al Calcolo Infinitesimale (1894), Elementi di Calcolo Infinitesimale (1897). Propose una definizione di somma di una serie, nota oggi come Somma di Cesaro, data dal limite della media aritmetica delle somme parziali della successione (secondo un procedimento di sommazione iterabile). La somma di Cesàro coincide con l'usuale somma nel caso di serie convergenti, ma il procedimento converge anche per una classe di serie non sommabili secondo l'ordinario criterio di convergenza.

## Riconoscimenti
L'anno dopo la sua morte, il comune di Torre Annunziata istituì e gli intitolò la biblioteca comunale e nel 1911 una piazza della città